# Puhova (Oleksandria), Rivne
Puhova (în ucraineană Пухова) este un sat în comuna Oleksandria din raionul Rivne, regiunea Rivne, Ucraina.

## Demografie
Componența lingvistică a localității Puhova
     Ucraineană (100%)
Conform recensământului din 2001, toată populația localității Puhova era vorbitoare de ucraineană (100%).